# Riachuelo (kommun i Brasilien, Rio Grande do Norte)
Riachuelo är en kommun i Brasilien.   Den ligger i delstaten Rio Grande do Norte, i den östra delen av landet, 1 700 km nordost om huvudstaden Brasília. Antalet invånare är 7 067.
Omgivningarna runt Riachuelo är huvudsakligen savann. Runt Riachuelo är det ganska glesbefolkat, med 21 invånare per kvadratkilometer.